# Pseudosasa nabeshimana
Pseudosasa nabeshimana är en gräsart som först beskrevs av Gen-Iti Koidzumi, och fick sitt nu gällande namn av Gen-Iti Koidzumi. Pseudosasa nabeshimana ingår i släktet splitcanebambusläktet, och familjen gräs. Inga underarter finns listade i Catalogue of Life.